# Bích nham lục
 Bích nham lục  (zh. bíyánlù 碧巖錄, ja. hekigan-roku) có nguyên tên là Phật Quả Viên Ngộ Thiền sư Bích nham lục (zh. 佛果圓悟禪師碧巖錄), cũng được gọi ngắn là Bích nham tập, được tìm thấy trong Đại Chính tân tu Đại tạng kinh, tập 48, mang kinh số 2003, (Taishō Tripiṭaka, Vol. 48, No. 2003).
Bích nham lục là tập công án quan trọng nhất trong Thiền tông song song với Vô môn quan, được mọi người trong giới thiền hâm mộ gọi là "Quyển sách hàng đầu của tông môn" (Tông môn đệ nhất thư 宗門第一書). Quyển này được biên soạn dưới tay Thiền sư Viên Ngộ Khắc Cần vào đầu thế kỉ 12 và được truyền lại đến ngày nay.
Nhưng nguồn gốc chính của sách này xuất phát từ Thiền sư Tuyết Đậu Trọng Hiển. Sư chọn lựa trong nội điển, ngoại điển và văn sử một trăm tắc công án và viết thêm vào những câu tụng để hướng dẫn những người hiếu học, được gọi là Tuyết Đậu tụng cổ (zh. 雪竇頌古). Những lời tụng này là những tuyệt tác trong thiền ngữ và văn thơ Trung Quốc. Thiền sư Viên Ngộ lấy tác phẩm này làm sườn và bổ sung thêm. Nhìn chung, cấu trúc của mỗi công án trong Bích nham lục có thể được nêu như sau:
1. Thuỳ thị (zh. 垂示, ja. suiji), lời dẫn của Thiền sư Viên Ngộ nhằm giúp thiền sinh hướng tâm về nội dung chính của bản công án;
2. Bản tắc (zh. 本則, ja. soku), bản công án chính của Thiền sư Tuyết Đậu, thỉnh thoảng cũng được kèm theo lời bình;
3. Trước ngữ (zh. 著語, ja. jakugo), những câu bình của Viên Ngộ xen vào công án của Tuyết Đậu;
4. Bình xướng (zh. 評唱, ja. hyōshō), lời bình giải của Viên Ngộ, nêu rõ chi tiết, thời điểm, nguyên do công án này được hình thành...;
5. Tụng (zh. 頌, ja. ru), chỉ bài tụng của Tuyết Đậu về công án;
6. Trước ngữ của sư Viên Ngộ về bài tụng của Tuyết Đậu;
7. Bình xướng của Viên Ngộ về bài tụng của Tuyết Đậu.

Vì cấu trúc của bản văn có nhiều tầng lớp nên Bích nham lục cũng nổi danh là một quyển sách cực kì phức tạp trong tất cả các loại thiền ngữ. Về sau, đồ đệ của Viên Ngộ là Phổ Chiếu biên chép lại để tên là Bích nham lục—vì tấm bảng trên ngạch trượng thất tại viện Linh Tuyền đề là Bích Nham.
Chính vì tinh hoa và trình độ văn chương tuyệt hảo của Bích nham lục nên nhiều Thiền sư sau này không thích dùng nó chỉ dạy thiền sinh mà chú trọng quyển Vô môn quan hơn. Khả năng đam mê chữ nghĩa khi đọc Bích nham lục của những thiền sinh rất lớn và chính đệ tử của Viên Ngộ là Thiền sư Đại Huệ Tông Cảo cũng đã nhận thấy điều này. Sư chứng kiến được cảnh đệ tử chỉ nhớ tụng ngôn cú trong sách làm nhu yếu biện luận tri giải mà quên lời dạy của những Tổ sư "Giáo ngoại biệt truyền, bất lập văn tự" (zh. 教外別傳不立文字). Vì thế, Sư đem tất cả những bản có sẵn ra đốt sạch và hai trăm năm sau đó ít ai thấy được quyển sách này. Đầu thế kỉ 14 có vị Cư sĩ tên Trương Minh Viễn góp nhặt các bản còn sót mọi nơi, tham khảo bổ túc qua lại và cũng từ đây Bích nham lục lại được ra mắt độc giả.
Văn hào nổi danh của Đức Hermann Hesse viết như sau về Bích nham lục sau khi đọc bản dịch của giáo sư W. Gundert, xuất bản năm 1960:
Tác phẩm vĩ đại này là một món quà thượng thặng với những nội dung huyền diệu mà tôi không thể nào thưởng thức trọn vẹn trong đoạn đời còn lại. Mà ngay cả một cuộc đời trinh nguyên cũng không đủ để thực hiện điều này. Những tâm hồn cao cả nhất, sùng đạo nhất của Trung Quốc và Nhật Bản đã uống nước nơi nguồn này hơn 800 năm nay, nhưng vẫn không uống cạn, đã nghiên cứu quyển sách này đến tận cùng, nhai đi nhai lại những lời nói bí ẩn trong đây, nếm được vị ngọt ngào của nó, họ chỉ biết âm thầm tôn kính mức độ thâm sâu và đáp lại những nét hóm hỉnh của nó với một nụ cười am tường mãn nguyện.
Tắc công án thứ hai bên dưới, Triệu Châu chí đạo vô nan (zh. 趙州至道無難), sẽ minh hoạ cụ thể cấu trúc phức tạp của Bích nham lục. Bản dịch Việt của Chân Nguyên dựa trên bản Hán và bản dịch Hán-Đức của W. Gundert. Chữ trong ngoặc [...] là lời giải thích thêm của Gundert.

## Lời bình của Triệu Châu về câu "Chí đạo không khó"

### Thuỳ thị
Nếu so sánh thì trời đất cũng còn chật hẹp. Nhật nguyệt tinh tú cùng lúc u mờ. Dù gậy vung như mưa, tiếng hét vang rền như sấm sét đi nữa, người ta vẫn chưa đạt việc hướng thượng của tông thừa. Ngay cả chư Phật quá khứ, hiện tại và vị lai—chư vị cũng chỉ tự biết. Các vị Tổ sư từ đời này sang đời khác—họ cũng không thể trình bày toàn vẹn. Cả Đại tạng giáo lý và những bài chú giải cũng không thể nào diễn bày hết tất cả. Và cũng có nạp tăng tự cho mình có mắt sáng—họ không biết tự cứu như thế nào.
Đến nỗi này thì còn hỏi han nữa làm gì? Đến đây với chữ "Phật" có khác gì hơn là lê lết trong bùn, vấy nước bẩn quanh thân; và còn nhắc đến chữ "Thiền" làm gì để mặt đầy hổ thẹn!
Thượng sĩ tham học lâu nơi này ta chẳng cần nói gì thêm, nhưng kẻ hậu học sơ cơ nên nghiên cứu kĩ!

### Trước ngữ
"Triệu Châu dạy chúng tăng"—Lão Hán làm gì thế?—Hãy khuất mắt với đám cát đằng!
"Chí đạo không khó"—Không khó và không dễ!
"Chỉ đừng phân biệt chọn lựa."—Cái gì đang ở ngay trước mắt? [Đáp: Chẳng gì khác hơn là "phân biệt chọn lựa", thiện và ác, yêu và ghét!]—Ông ta nói tương tự như trường hợp chính Tam tổ đang có mặt tại đây! [Nghe qua như chế diễu nhưng lại là sự thật.]
"Chỉ nói đến một chút thôi thì đã: đây phân biệt chọn lựa, đây rõ ràng minh bạch."—Hai đầu với ba gương mặt! [Từ "Chí đạo" xuất phát ra một hiện tượng quái gở: từ một thành hai, và cái Một lơ lửng phía trên! Và cái đó lại là "Không khó"!] Ông ấy lại sa lạc vào những việc nhỏ nhặt!—Cá bơi nước đục, chim bay thì rụng lông. [Triệu Châu cũng quấy nhiễu thanh tịnh nhất vị với lời bình phẩm của mình; chẳng ai tránh được sự kiện này khi đá động đến nó.]
"Lão tăng chẳng ở trong cõi minh bạch"—Thân giặc đã lộ bày!—Lão Hán này muốn gì đây?
"Còn bọn ngươi bảo hộ, tiếc giữ nó—không phải như vậy hay sao?"—Thất bại rồi, hay cũng có một hoặc nửa phần nam nhi tại đây? [Trong câu hỏi của Triệu Châu có cạm bẫy! Người nào nhận ra nó đây?]
"Một vị tăng bước ra hỏi: Nếu đã không ở ngay trong cõi minh bạch thì còn bảo hộ, tiếc giữ cái gì?"—Cho hắn một đòn là hay nhất. Lưỡi cong cứng đụng nóc giọng! [Triệu Châu cứng lưỡi, chẳng biết nói gì nữa! Sư không ngờ phải tiếp nhận một đòn tấn công như thế.]
"Triệu Châu đáp: Ta cũng chẳng biết."—Bây giờ thì lão Hán bị hạ lăn, đại bại, thối lui ba nghìn lí!
"Tăng thưa: Hoà thượng đã không biết, thì sao lại bảo là không ở trong cõi minh bạch?"—Hãy nhìn xem ông ta chạy trốn hướng nào!—Vị tăng đuổi hắn chạy tuốt lên cây! [Với sự liều lĩnh này mà vị tăng buộc vị thầy phải trèo tuốt lên cây, để rồi không theo kịp ông ta!]
"Triệu Châu bảo: Hỏi việc đã xong, lễ bái rồi lui!"—May mà ông ta còn chiêu cuối này!—Đúng là lão tặc!

### Bình xướng về bản tắc
Hoà thượng Triệu Châu thường lấy thoại đầu này làm chủ đề dạy chúng, đặc biệt là câu "Chỉ đừng phân biệt chọn lựa". Câu này xuất xứ từ bài Tín tâm minh của Tam tổ, cụ thể là:
Nhưng, nếu còn một chút thị, một chút phi thì đã có "đây phân biệt chọn lựa", "đây rõ ràng minh bạch". [Như thế, Triệu Châu muốn nói:] Nếu bọn ngươi chỉ hiểu suông [những câu kệ của Tam tổ] thôi thì đã sai lạc rồi. Kéo, đinh, keo hồ—dùng những thứ này mà có thể chắp nối, tạo được một vật gì đó bền vững hay sao? [Nghĩa là: Những câu lô-gic gượng gạo như "phân biệt chọn lựa" và "rõ ràng minh bạch" không thể nào diễn bày mối liên hệ bất khả phân biệt, bất khả phân li của những cặp đối đãi nằm ngay trong cái Nhất vị.]
Triệu Châu bảo: "Đây phân biệt chọn lựa, đây rõ ràng minh bạch." Giờ đây, những người tham thiền hỏi đạo nếu không ở nơi phân biệt chọn lựa thì cũng ngồi chết cứng ở cõi rõ ràng minh bạch. "Lão tăng chẳng ở trong cõi minh bạch. Còn bọn ngươi bảo hộ, tiếc giữ nó—không phải như vậy hay sao?"—Còn bọn ngươi! Nếu ông ta không ở trong cõi minh bạch thì thử nói xem Triệu Châu ở chỗ nào? Và vì sao ông ta lại dạy người bảo hộ và tiếc giữ nó?
Ngũ Tổ tiên sư thường dạy như sau khi bình phẩm lời nói của Triệu Châu: "Ông ấy thõng tay và trình bày qua dấu hiệu". [Khán thính giả nên tưởng tượng Triệu Châu ngay trước mặt mình, xem sư đứng trước chúng như thế nào khi tự nhận là không ở trong cõi minh bạch. Hoàn toàn thư thái, sư thõng xuôi tay, cứ tự trình như mình thật là. Ngực chẳng phồng lên, cặp mắt chẳng nhìn trừng như mắt cú vọ, chẳng thương, chẳng ghét—nhưng lại là một tư thái cởi mở và thông suốt.] Bọn ngươi hiểu như thế nào? Thõng xuôi tay có nghĩa lý gì? Hãy chú ý đến móc câu đầu cân, chớ có nhận định bánh xe hoa cân! Việc vị tăng bước ra đứng trước Triệu Châu quả là kì đặc. Ông ta tấn công ngay vào chỗ trống rỗng của Triệu Châu và đánh một đòn: "Nếu đã không ở ngay trong cõi minh bạch thì còn bảo hộ, tiếc giữ cái gì?"
Triệu Châu không dùng gậy đập, mà cũng chẳng quát tháo, chỉ nói: "Ta cũng chẳng biết". Nếu một người khác không phải lão Hán này thì đã bị ăn gậy tan nát, chẳng còn biết lúc trước đã nói gì và sau này nên nói gì. May mắn thay, lão Hán có tài chuyển thân tự tại mới có thể trả lời vị tăng như thế. Kẻ tham thiền thời nay có lẽ cũng trả lời câu hỏi trên [của vị tăng]: "Ta cũng chẳng biết." Nhưng như vậy không có giá trị! Bọn ngươi đi cùng đường, nhưng lại không cùng lối. [Nghĩa là: Lời nói tương tự như lời Triệu Châu, nhưng lại xuất phát từ một tâm thức khác.]
Vị tăng này thật là kì đặc. Chỉ có ông ta, và chẳng ai khác mới dám đề ra câu hỏi: "Hoà thượng đã không biết, thì sao lại bảo là không ở trong cõi minh bạch?" Cú đánh này quả thật hay hơn trước. Người khác Triệu Châu có lẽ bắt đầu phân sơ [với những lời luận lý bình thường] và cũng chẳng khá hơn chút nào. Nhưng Triệu Châu lại là một tác gia, chỉ nói với vị tăng giản đơn: "Hỏi việc đã xong, lễ bái rồi lui!" Vị tăng này chẳng biết làm gì trước mặt lão Hán. Chỉ biết im hơi nuốt lời mà thôi.
Như vậy thì đây chính là một vị Đại tông sư với một bàn tay thiện nghệ. Sư chẳng luận huyền luận diệu, luận cơ luận cảnh cùng người, chỉ giúp người bằng cách chỉ họ bản phận sự. [Và sự việc này đưa sư đến một địa vị cao cả, vượt khỏi những đòn tấn công của người khác.] Chính vì vậy mà Sư có thể nói được: "Ngươi nên gắn thêm mỏ vào để chửi mắng, nên đổ nước thêm vào bãi nước bọt vừa phun!" Chưa bao giờ nghe thấy Sư bình sinh tiếp độ chúng bằng gậy, bằng tiếng quát, mà chỉ lấy ngôn ngữ bình thường làm phương tiện, ngay cả những người nổi danh cũng đứng bẽ bàng trước mặt Sư. Và Sư làm được như vậy bởi vì chẳng bao giờ để lạc vào những chi tiết vô bổ. Chính như vậy nên Sư mới có thể nắm sự vật ngay bên hông [như câu tụng đầu của bài Tín tâm minh], đảo ngược nó [như "Rõ ràng minh bạch"], lưu chuyển ngược dòng [như câu "Còn bọn ngươi bảo hộ, tiếc giữ nó"] xuôi dòng [như câu "Ta cũng chẳng biết"], đạt đại tự tại. Người thời nay không hiểu, chỉ nói Triệu Châu chẳng đáp lời người, chẳng giải thích câu hỏi. Họ chẳng biết là đã té nhào chính lúc nói như thế.

### Trước ngữ về kệ tụng
"Chí đạo không khó"—Một công án lặp lại ba lần! [lần đầu do Tam tổ, lần thứ hai do Triệu Châu và bây giờ, chính Tuyết Đậu—và cứ như thế mãi!]—Ông ta miệng ngậm đầy tuyết sương [vì vậy không nói được]—Nói năng quả quyết gì vậy?
"Ngôn ngữ vẫn trình bày đúng"—Cá bơi nước đục, chim bay mất lông.—Hoa bị xé thành bảy tám phần.—Ông ta bôi hồ vào mặt!
"Một nhiều chủng loại"—Ông ấy phân chia khá đấy.—Nếu chỉ có Một thôi thì cũng chẳng còn chung kết nào [không có nhận thức cuối cùng].
"Hai lại chẳng phải hai"—Như vậy thì làm thế nào kham chịu nổi bốn, năm, sáu, bảy?—Ông ta muốn gì với đám cát đằng này?
"Chân trời: mặt trời mọc, Mặt Trăng lặn."—Nhìn nhau, mặt đối mặt!—Trên đầu rộng mênh mang, dưới chân rỗng thênh thang.—Chỉ đừng ngước đầu, cúi đầu! [Chính bây giờ bạn phải đương đầu với Chí đạo; nơi đây người ta không chú trọng đến những gì vụn vặt! Tất cả sự việc ở đây chẳng xoay quanh ngoại cảnh, chỉ hướng về chính Bạn!]
"Trước hiên: suối lạnh, núi khe sâu."—Chết hoàn toàn đi và đừng sống lại!—Ngươi cảm thấy lạnh, lông tóc dựng đứng cả chứ?
"Đầu lâu hết thức, làm sao biết vui?"—Nhưng ngay trong quan tài lại mở mắt ra!—Lô hành giả [Lục tổ Huệ Năng] là bạn đồng hành của ông ta.
"Trong bộng cây khô rồng đang ngâm, chưa chết hẳn."—Ối chà!—Cây khô lại đâm hoa!—Trường hợp Đạt-ma sang Đông độ [mặc dù đã cao niên] cũng tương tự như thế.
"Khó, khó thật!"—Tà pháp! Không thể nào ưng chịu được.—Ông ta đảo ngược lời của chính mình.—Đây là chỗ nào mà có thể bảo khó bảo dễ?
"Phân biệt chọn lựa? Rõ ràng minh bạch? Bạn ơi, anh tự xem lấy!"—Nhưng ta mù mà! [Viên Ngộ giả bộ như kẻ nhát gan, muốn trốn tránh việc quyết định.]—Cứ tưởng việc này chỉ liên can đến người khác.—May mắn thay, ông ta [Tuyết Đậu] còn phải tự xem xét lấy.—Chẳng tương can gì đến việc của sơn tăng [Viên Ngộ]!

### Bình xướng về kệ tụng
Tuyết Đậu biết điểm trọng yếu Triệu Châu muốn đá động đến trong khi thị chúng. Vì vậy nên Sư đề cao yếu điểm này với câu: "Chí đạo không khó." Nếu Sư sau đó bảo "Ngôn ngữ vẫn trình bày đúng" thì lời này phải được hiểu là Sư chỉ một góc mà không lưu ý đến ba góc còn lại. Nhưng khi Tuyết Đậu nói tiếp câu tụng "Một nhiều chủng loại, Hai lại chẳng phải hai" thì—trong một ý nghĩa nào đó—Sư đã thông qua ba góc còn lại mà quay về góc thứ nhất.
Bọn ngươi hãy nói thử: Trong những trường hợp, dưới những điều kiện nào mà "Ngôn ngữ vẫn trình bày đúng"? Vì sao mà "Một" lại có "nhiều chủng loại" và "Hai" lại "chẳng phải hai"? Nếu các ngươi không đủ mắt sáng để nhìn thấy thì nên nhắm hướng nào để lần mò? Nhưng, nếu các ngươi thấu đắc hai câu ấy...
Thế nên, cổ nhân mới bảo: "Chắp lại thành một mảnh!" Và sau đó, các ngươi sẽ thấy được, cứ y như trước đây, núi là núi, nước là nước, dài là dài, ngắn là ngắn; trời là trời, đất là đất. [Bởi vì "Một nhiều chủng loại."] Có lúc các ngươi lại bảo trời là đất, có lúc bảo đất là trời. Rồi lại bảo núi chẳng phải núi, nước chẳng phải nước. [Bởi vì "Hai chẳng phải hai."] Ngắn gọn: Làm thế nào đạt được bình ổn? Gió đến thì cây động; sóng dấy khởi thì thuyền được nâng cao; xuân đến đâm chồi; hè phát triển tốt tươi; thu là mùa thâu hoạch và đông là thời tích chứa. [Chính vì vậy mà Tam tổ mới trình bày trong Tín tâm minh, cặp kệ thứ mười:]
| 一種平懷，泯然自盡 | Nhất chủng bình hoài, mẫn nhiên tự tận. | Cứ ôm ấp Nhất chủng, thì tự nhiên tự tận |

Với bốn câu này thì bài tụng của Tuyết Đậu chấm dứt một cách đột ngột.
Nhưng Tuyết Đậu còn dư tài. Sư cởi mở những gì được buộc chặt trước đây, chỉ có điều là sau bốn câu kệ đầu "Chí đạo không khó, ngôn ngữ vẫn trình bày đúng, Một nhiều chủng loại—Hai lại chẳng phải hai" chẳng còn gì nhiều để nói. Mặc dù vậy, Sư vẫn tụng tiếp: "Chân trời: mặt trời mọc, Mặt Trăng lặn. Trước hiên: suối lạnh, núi khe sâu". Chính ngay đây người ta cũng có thể nói: Ngôn ngữ này cũng vẫn trình bày đúng. Mỗi câu kệ ở đây chính là Đạo, mỗi mỗi chữ ở đây là Toàn chân. Đây há không phải là nơi tâm cảnh đều được quên, tất cả đều được chắp lại thành một mảnh hay sao?
Sau khi tỏ vẻ khó chịu, nghiêm ngặt ban đầu, Tuyết Đậu đã cởi mở hơn nhiều về sau. Nếu bọn ngươi thấu triệt những lời tụng này thì tự nhiên sẽ nếm được mùi vị tương tự như đề hồ. Nhưng, nếu chưa quên được tình giải tầm thường thì bông hoa đẹp sẽ bị xé tan thành bảy, tám mảnh, và các ngươi quyết định không thông hiểu được những lời nói trên.
"Đầu lâu hết thức, làm sao biết vui? Trong bộng cây khô rồng đang ngâm, chưa chết hẳn." Tiện lúc, ông ta thêm hai câu này vào bài tụng. [...] Và đó chính là bản công án của cổ nhân có liên can đến Đạo. Tuyết Đậu lôi nó ra, chắp thành một chuỗi với lời tụng "Chí đạo không khó, chỉ đừng phân biệt chọn lựa". Nhưng người thời nay chẳng hiểu ý cổ nhân, chỉ nhai đi nhai lại ngôn cú. Cứ như thế thì chẳng khi nào bước đến một chung kết. Người giỏi lắm mới có thể thông suốt chuyện này.
Nhìn xem đây: Một vị tăng hỏi Hương Nghiêm: "Thế nào là Đạo?" Hương Nghiêm đáp: "Rồng ngâm nga trong bộng cây khô." Tăng lại hỏi: "Thế nào là người sống trong Đạo?" Hương Nghiêm đáp: "Một đầu lâu có tròng mắt."
Sau, tăng đến Thạch Sương hỏi: "Thế nào là rồng ngâm nga trong bộng cây khô?" Thạch Sương đáp: "Vẫn còn vui thú." [Tăng hỏi tiếp:] "Thế nào là một đầu lâu có tròng mắt?" Thạch Sương đáp: "Vẫn còn tình thức."
Vị tăng này [... vẫn chưa hài lòng...] cũng đến Tào Sơn, hỏi: "Thế nào là rồng ngâm nga trong bộng cây khô?" Tào Sơn đáp: "Huyết mạch chưa bị cắt đứt hẳn." [Tăng lại hỏi:] "Thế nào là một đầu lâu có tròng mắt?" Tào Sơn đáp: "Chưa chết hẳn." [Tào Sơn rất thương người, đã trả lời câu hỏi thứ hai khi nghe câu thứ nhất, và trả lời câu hỏi thứ nhất sau khi nghe câu thứ hai. Chân lý nằm chính ngay trong đó, một chân lý mà vị tăng đang hỏi không thể thâm nhập được: "Hai lại chẳng phải hai". Cứ thế mà hỏi thêm:] "Ai đã nghe được?" Tào Sơn đáp: "Tận đại địa mênh mông chưa có ai chẳng từng nghe". Tăng lại bảo: "Bây giờ muốn biết: câu 'Rồng ngâm' ở trong chương nào?" [Tào Sơn liền đáp:] "Chẳng biết nằm trong chương cú nào. Tất cả những người nghe đều chết cả."
Cũng có một bài kệ như sau:
Có thể nói: Những gì Tuyết Đậu nêu ra đều có chân, có tay đầy đủ. Sư nhất thời gán một lời tụng vào để các ngươi nghe. Mặc dù đó là lời tụng nhưng, nếu cộng tất cả những lời còn lại thì chúng cũng "chẳng phải là hai."
Cuối cùng, Tuyết Đậu vì người lại tụng thêm: "Khó, khó thật!" Người ta cũng phải thấu suốt câu "Khó, khó thật!" này mới thông hiểu được. Làm sao hiểu bây giờ? Bách Trượng nói như sau: "Tất cả ngữ ngôn, sơn hà đại địa, mỗi mỗi sự vật đều quay trở về chính mình cả." Cũng như thế, tất cả những gì Tuyết Đậu góp nhặt, lựa chọn ở đây, chúng cuối cùng cũng phải xoay trở về chính tự kỉ các ngươi.
Thử nói xem: Điểm trọng yếu mà Tuyết Đậu vì người gửi kèm theo nằm ở chỗ nào? "Phân biệt chọn lựa? Rõ ràng minh bạch? Bạn ơi, anh tự xem lấy!" Sau khi đã đan kết được đám cát đằng và tụng xong, vì sao sư lại bảo thêm: "Bạn ơi, anh tự xem lấy"? Một lời dạy rất hay, các ngươi phải tự xem xét lấy! Tất cả bọn ngươi tại đây, các ngươi chớ nói là không thể hiểu nổi! Ngay cả sơn tăng đây đến nơi ấy cũng trong tình thế tương tự: Ông ta không hiểu nổi.

## Tranh cãi
Thiền sư Tâm Văn Đàm Bí (zh. 心聞曇賁, đời Tống) nói về sự nguy hại của Bích Nham Lục đối với tùng lâm Thiền tông và kể việc Thiền sư Đại Huệ Tông Cảo phá ván khắc của Bích Nham Lục, trích từ Thiền Lâm Bảo Huấn:
"Đạo của 'Giáo ngoại biệt truyền' rất giản lược, rất thiết yếu. Lúc ban đầu không có thuyết gì khác, mà bậc tiền bối thực hành không ngờ vực, và giữ gìn không thay đổi. Vào khoảng đời Tống Chân Tông, niên hiệu Thiên Hy, ngài Tuyết Đậu dùng tài biện bác, đem ý đẹp biến thành khỉ lộng, bằng cách hướng theo ý cổ nhân, tìm mới, dũa khéo, nối nghiệp ngài Phần Dương làm tụng cổ, lung lạc học giả đương thời. Tông phong do đó bị một lần biến đổi. Đến khoảng thời Tông Huy Tông, niên hiệu Tuyên Chính, Viên Ngộ thiền sư lại xuất theo ý mình, tách ra làm Bích Nham Tập. Thời đó có những bậc thuần toàn, có thể hơn cổ nhân như ngài Đạo Ninh, ngài Tử Tâm, ngài Linh Nguyên, ngài Phật Giám, các vị trưởng lão này, đều không thể kéo lại được thuyết bình xướng kia. Vì đối với pháp môn tân tiến ấy, những người hậu sinh rất quí trọng, sớm tụng, tối tập, cho là học thuyết rất hay, mà không có ai biết nó là trái. Đau khổ thay tâm thuật người học đạo bị bại hoại! Đời Tống Cao Tông, niên hiệu Thiệu Hưng năm đầu, ngài Phật Nhật vào đất Mân (Phúc Kiến) thấy người học đạo bị hấp lực của tập Bích Nham, không sao kéo họ trở lại theo cũ được. Ngày tháng dong duổi, dần dần thành tệ. Ngài bèn đập nát ván in của tập Bích Nham và từ bỏ thuyết ấy. Ngài còn khai thị, bỏ sự mê chấp của học giả, cứu vớt học giả bị chìm đắm vào thuyết ấy, tước bỏ sự phiền toái, nén dẹp ý còn mạnh, tồi tà hiển chính, khiến cho đạo của 'Giáo ngoại biệt truyền' lại được chấn hưng một cách đặc biệt. Lúc này tăng sĩ hơi biết chỗ trái của tập sách kia, mà không mến mộ nữa. Trước hoàn cảnh ấy, nếu không phải là ngài Phật Nhật có kiến thức sâu xa, sáng suốt, theo sức bi nguyện cứu tệ thời mạt pháp, thì tùng lâm đã bị một việc rất đáng sợ hãi vậy."